# Будинок Галшки Гулевичівни

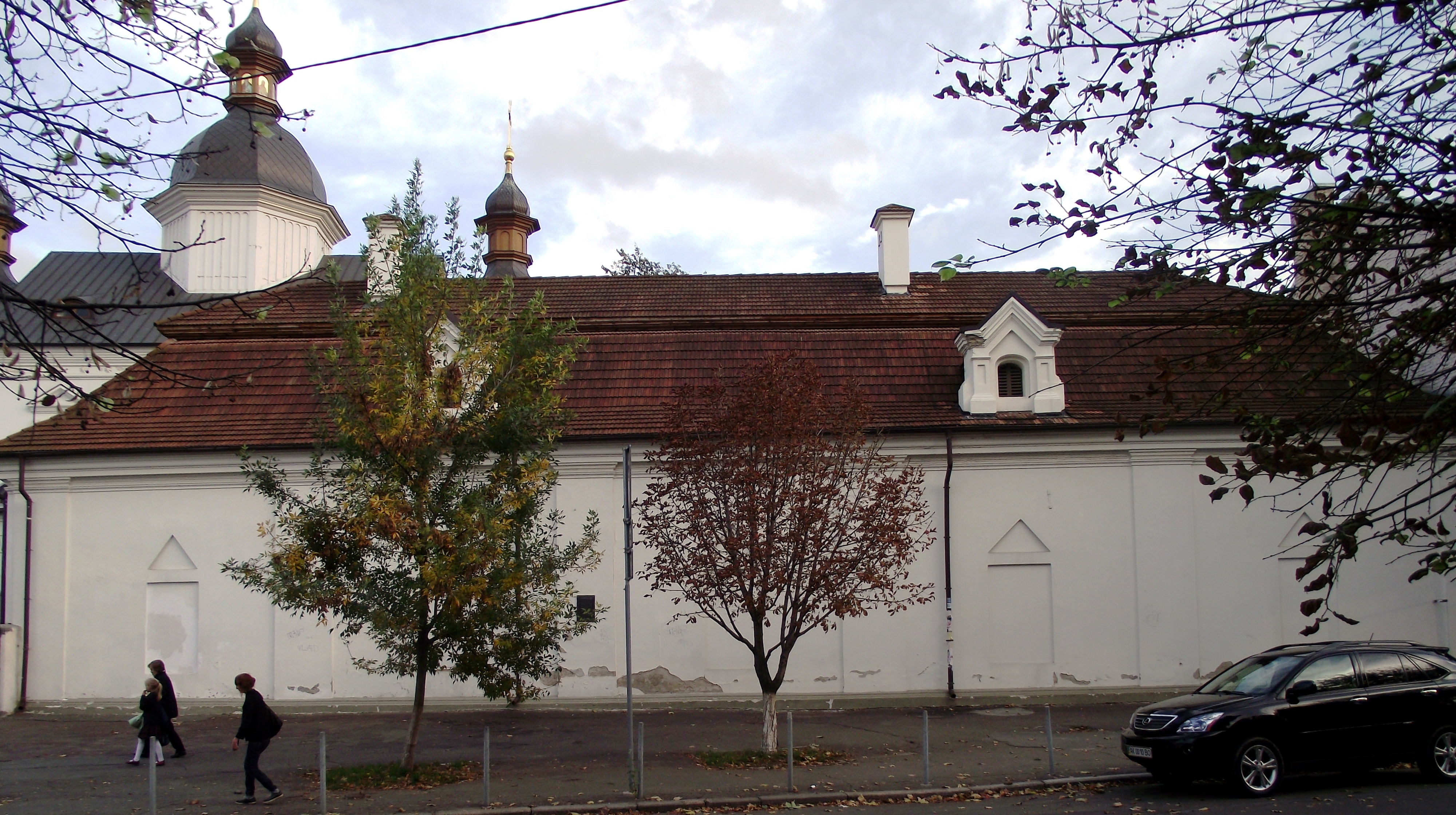
Вигляд з вулиці Григорія Сковороди.

Буди́нок Га́лшки Гулевичі́вни (також відомий як «Поварня») — найдавніша збережена цивільна будівля у Києві, пам'ятка історії та архітектури XVII ст. Розташована на Подолі на території Національного університету «Києво-Могилянська академія» за адресою вул. Григорія Сковороди, 2.
Будинок збудовано наприкінці XVI — на початку XVII століття коштом меценатки Галшки Гулевичівни. На думку сучасних дослідників, зокрема, Юрія Лосицького, будинок є типовим зразком української архітектури XVI століття — будинком «на дві половини». Споруда — цегляна, тинькована, зі склепінчастим підвалом, прямокутна у плані.
У 1615 році Галшка надала цю будівлю та земельну ділянку при ній для заснування Братської школи, шпиталю та монастиря. У своїй дарчій грамоті від 15 жовтня 1615 року Гулевичівна писала:
|  | Я, Галшка Гулевичівна… з любові і приязні до братів моїх — народу руського і для спасіння душі своєї… правовірним і благочестивим християнам народу руського в повітах воєводства Київського, Волинського і Брацлавського… даю, дарую, записую, відказую і фундую добра мої власнії… власний мій двір з землею… нічого собі самій а ні нащадкам моїм не зоставляючи. |

Вважається, що будинок використовувався як приміщення для занять. Після будівництва нових корпусів коштом Петра Могили у 1630-их рр. у будинку Галшки Гулевичівни розташовувалася поварня та проводилися засідання академічної корпорації.
Будинок зазнав реконструкції у 1826 році. У 2002 році був оновлений фасад будівлі. Після реставрації, завершеної у 2008 році Києво-Могилянською академією, тут відкрився Музей української звитяги, з часом реформованого в Музей НаУКМА, що розповідає про історію Києво-Могилянської академії.